# Jimmy Martin (judoka)
Jimmy Martin (14 de febrero de 1954) es un deportista estadounidense que compitió en judo. Ganó una medalla de plata en los Juegos Panamericanos de 1983 y una medalla de bronce en el Campeonato Panamericano de Judo de 1974.

## Palmarés internacional
| Juegos Panamericanos    | Juegos Panamericanos      | Juegos Panamericanos | Juegos Panamericanos |
| Año                     | Lugar                     | Medalla              | Categoría            |
| ----------------------- | ------------------------- | -------------------- | -------------------- |
| 1983                    | Caracas (Venezuela)       | Medalla de plata     | –65 kg               |
| Campeonato Panamericano |                           |                      |                      |
| Año                     | Lugar                     | Medalla              | Categoría            |
| 1974                    | Ciudad de Panamá (Panamá) | Medalla de bronce    | –63 kg               |